# Caroline Masson
Caroline Masson (* 14. Mai 1989 in Gladbeck) ist eine deutsche Golfproette der LPGA Tour.
Masson begann im Alter von 10 Jahren mit dem Golfsport. Bereits fünf Jahre später wurde sie ins Nationalteam berufen und feierte daraufhin große Erfolge als Amateurin. Sie gewann mehrfach sowohl die nationale als auch die internationale Amateurmeisterschaft von Deutschland. Im Jahr 2009 spielte sie bei einem Mannschaftsturnier mit 10 unter Par das beste Ergebnis für eine Einzelrunde, das je von einer deutschen Golferin erreicht wurde.
Im Dezember 2009 gewann sie überraschend die LET Qualifying School und sicherte sich so die Startberechtigung für die europäische Damenprofitour.
Masson gewann ihr erstes LET Turnier 2012 beim South African Women’s Open. Sie gewann mit einem Schlag Vorsprung vor Lee-Anne Pace und Danielle Montgomery. Sie war außerdem Mitglied des siegreichen europäischen Teams im Solheim Cup 2013.
Am 4. September 2016 gewann sie ihr erstes Turnier auf der LPGA Tour beim Manulife LPGA Classic in Cambridge, Ontario, Kanada. 2019 war sie Mitglied der siegreichen europäischen Mannschaft beim Solheim Cup.

## Turniersiege
Ladies European Tour Siege (1)
- 2012 South African Women’s Open

LPGA Tour Siege (1)
- 2016 Manulife LPGA Classic